# Canthidium discolor
Canthidium discolor là một loài bọ cánh cứng trong họ Bọ hung (Scarabaeidae).